# 哈格诺
哈格诺（德語：Hagenow，發音：[ˈhaːɡəno] ⓘ）是德国梅克伦堡-前波美拉尼亚州路德维希斯卢斯特-帕尔希姆县的城市，面积67.54平方千米，2023年12月31日人口为12,344人。